# شارع الحمراء

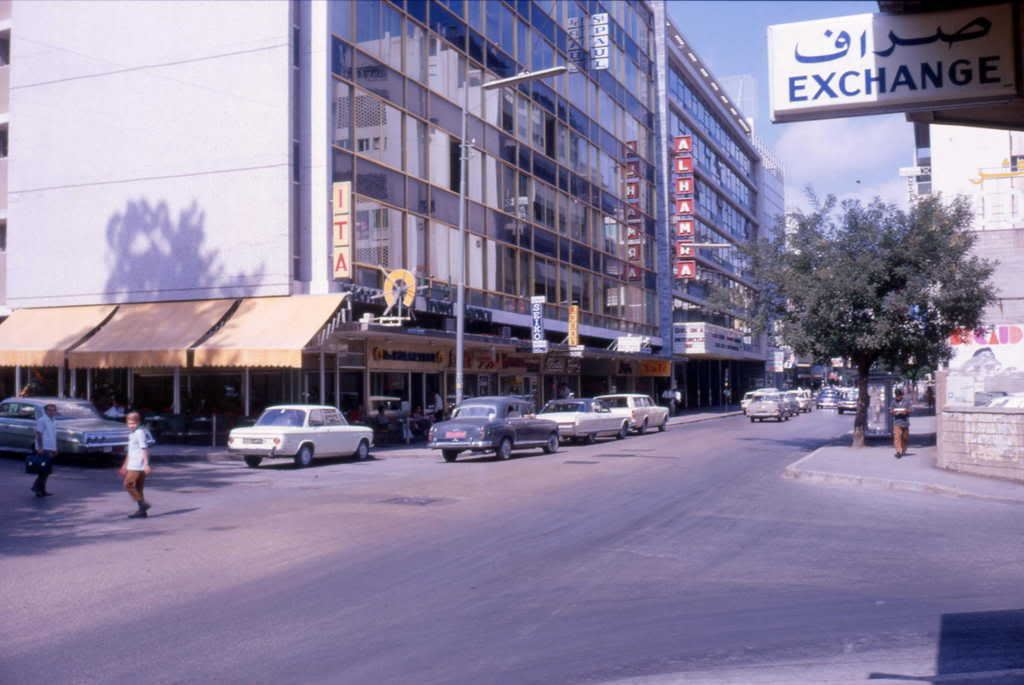

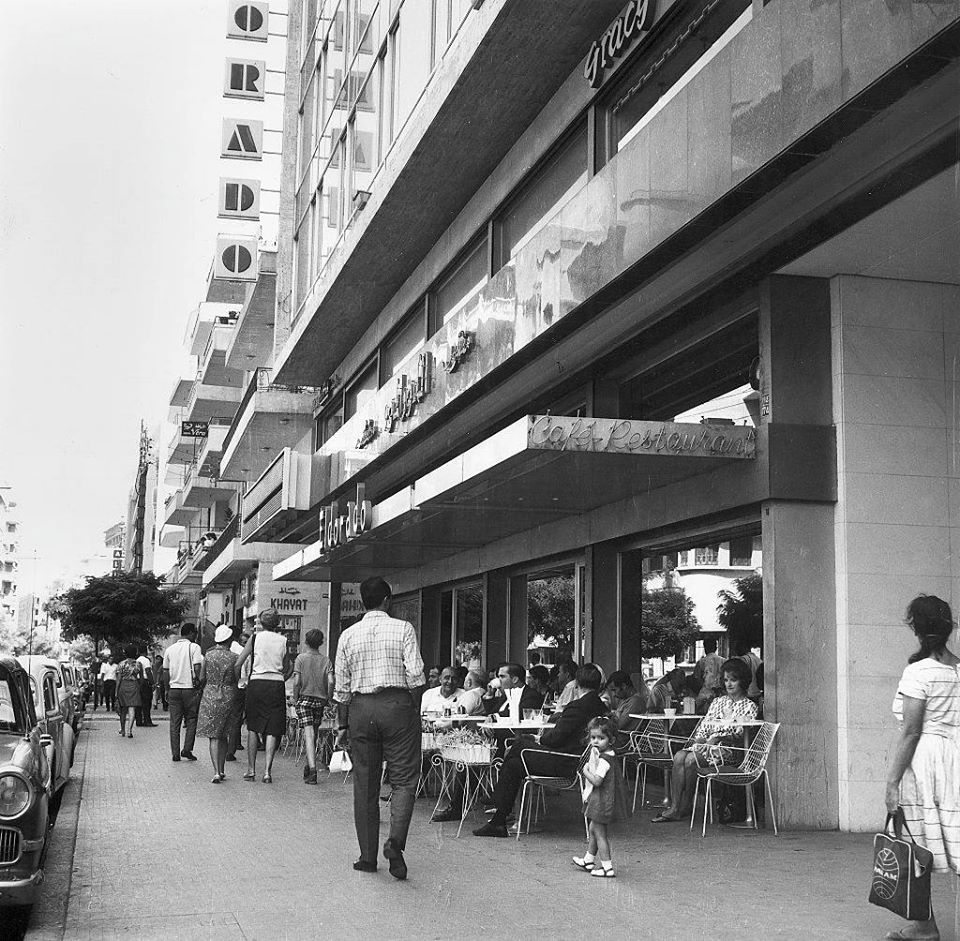
شارع الحمراء، بيروت، 1940

شارع الحمراء هو أحد الشوارع الرئسية في عاصمة لبنان بيروت وواحد من المحاور الرئيسية والاقتصادية والدبلوماسية في بيروت. يرجع ذلك لأنه يوجد فيه العديد من المقاهي على الرصيف، ويوجد به المسارح اللبنانية مشهورة بالاضافة الى دور نشر ومراكز صحف وشركات انتاج تلفزيوني. في الشارع دار النهار الذي تصدر عنه النهار (جريدة لبنانية) ومركز جريدة السفير والسفير العربي، وكان شارع الحمرا مركز النشاط الفكري في بيروت قبل الحرب اللبنانية ويوجد في الشارع اليوم العديد من الفنادق والشقق المفروشة والمقاهي.

## امتداده
يمتد الشارع من الشرق إلى الغرب ليصل بين وسط بيروت ومنطقة راس بيروت

## أنشطة
يقام في الشارع بشكل موسمي أنشطة ومهرجانات شعبية وتسويقية.

## أهميته
اعتبرت صحيفة لوس أنجلوس تايمز أنه آهم منطقة متحررة من لبنان حيث يجتمع به مختلف أطياف البشر من مختلف الأديان والطوائف.

## معرض صور

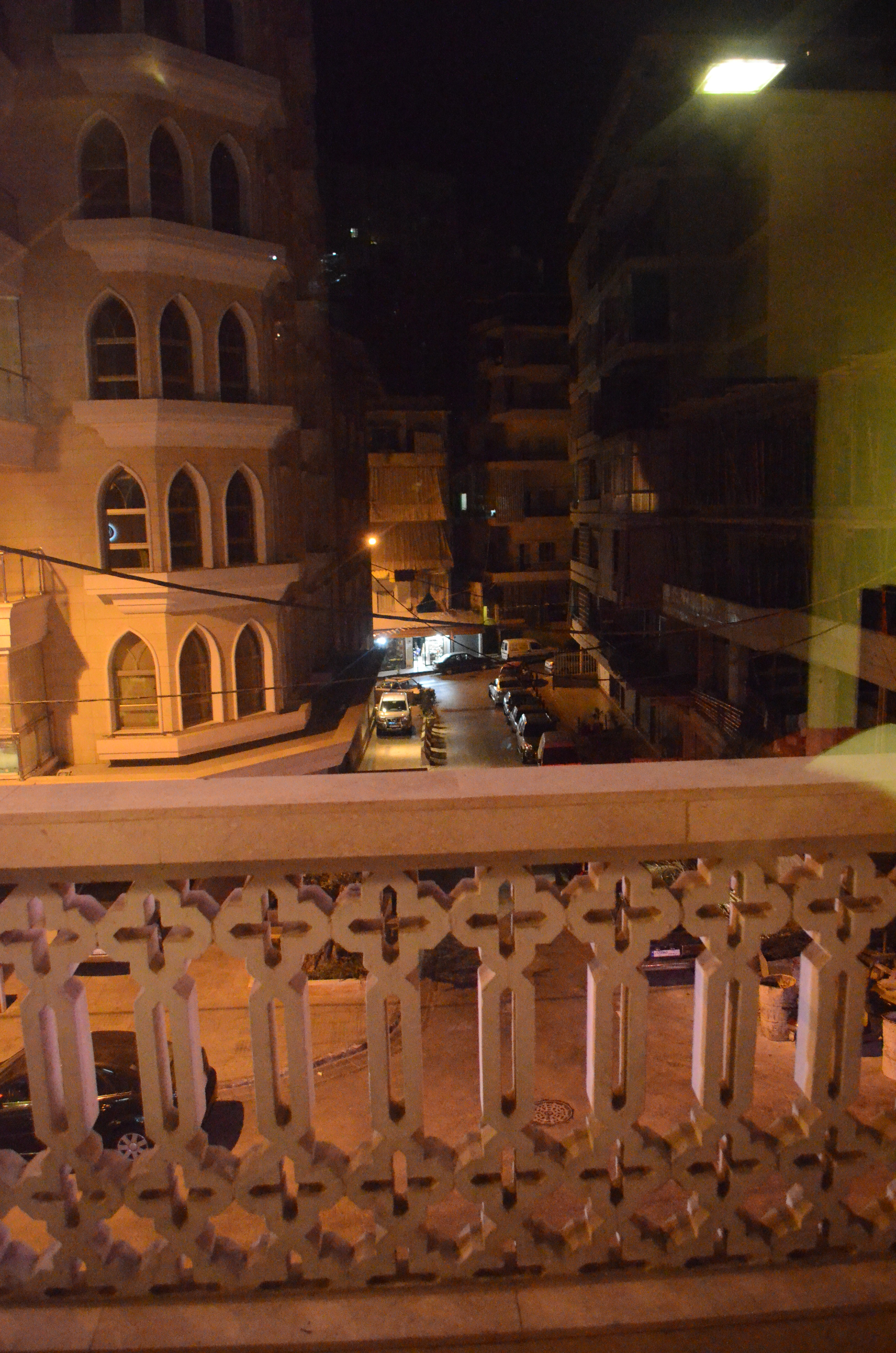
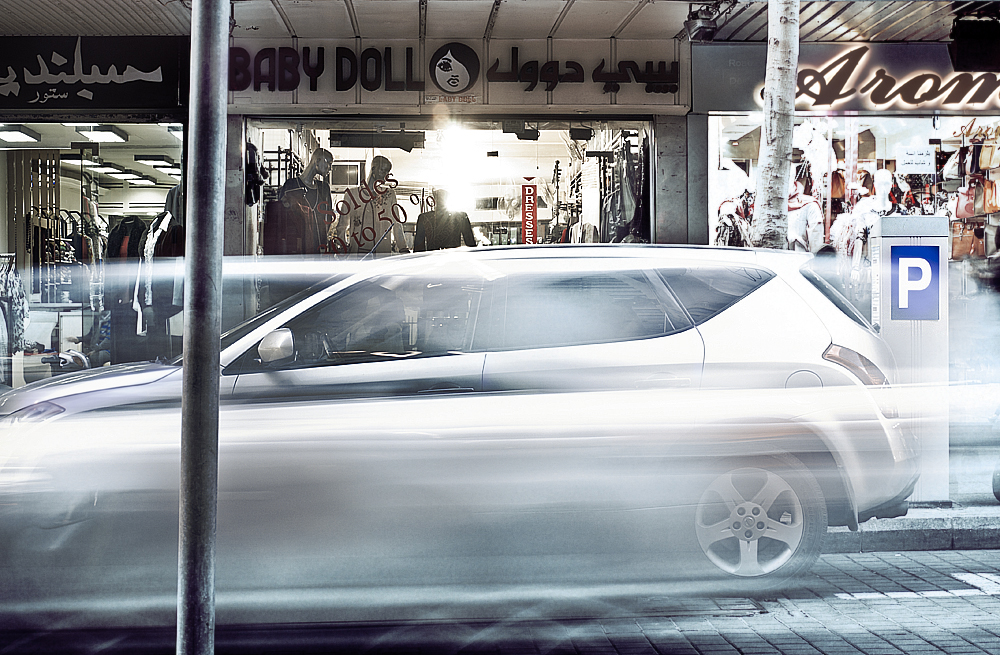
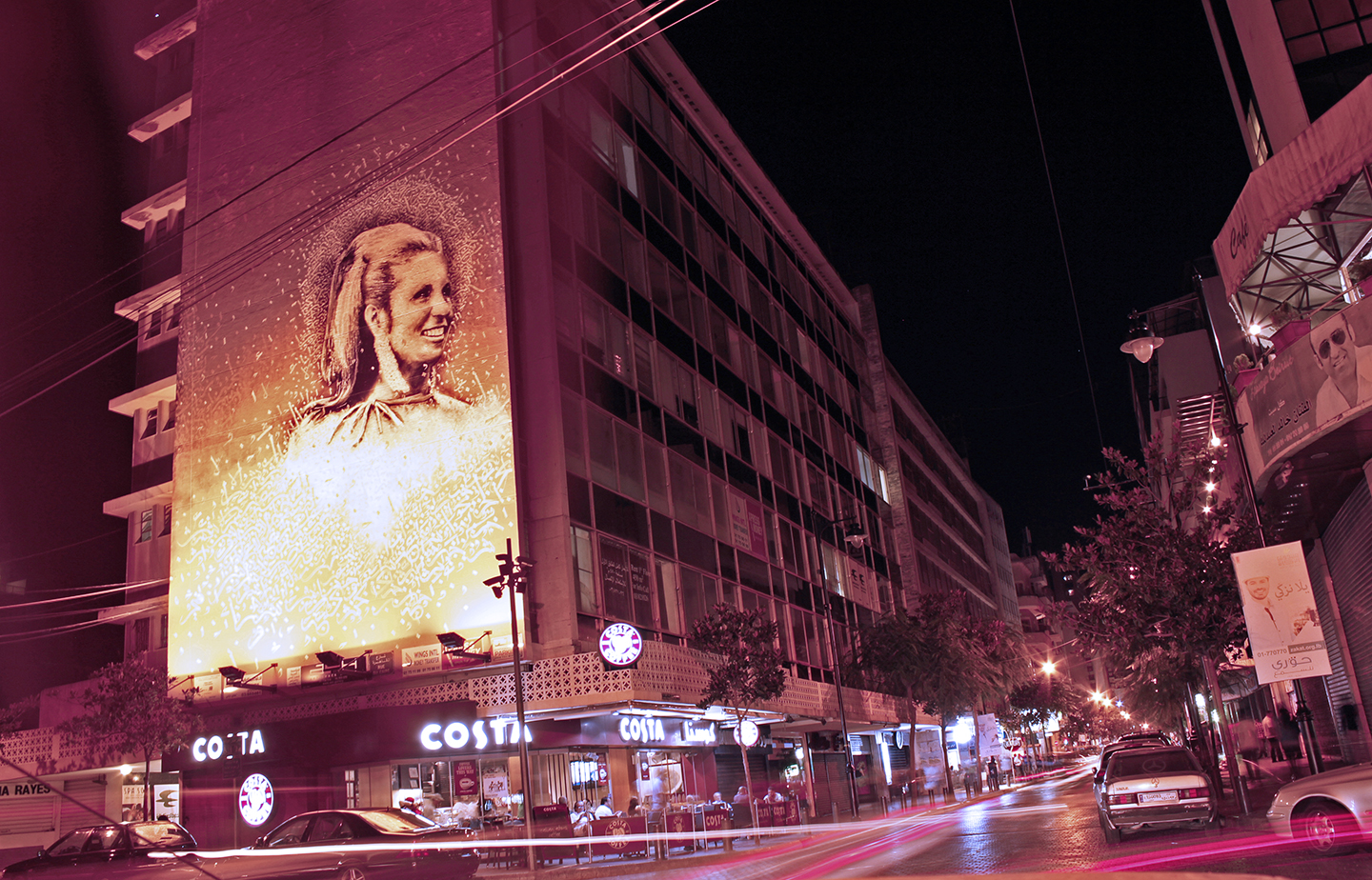

## طالع
- قائمة شوارع بيروت
- انتحار علي محمد الهق